# Thierry Pauwels
Pour les articles homonymes, voir Pauwels.
Thierry Pauwels (22 juillet 1957 à Gand) est un astronome belge qui travaille à l'observatoire royal de Belgique.
C'est un découvreur prolifique d'astéroïdes. D'après le Centre des planètes mineures, il en a découvert 152, dont 12 avec un codécouvreur, entre 1996 et 2009.
L'astéroïde (12761) Pauwels a été nommé en son honneur.

## Astéroïdes découverts
| (13690) Lesleymartin   | 8 septembre 1997  |
| (14539) Clocke Roeland | 10 septembre 1997 |
| (16908) Groeselenberg  | 17 février 1998   |
| (22827) Arvernia       | 8 septembre 1999  |
| (37392) Yukiniall      | 10 décembre 2001  |
| (40684) Vanhoeck       | 8 septembre 1999  |
| (59369) Chanco         | 11 mars 1999      |
| (91553) Claudedoom     | 8 septembre 1999  |
| (91604) Clausmadsen    | 14 octobre 1999   |
| (100604) Lundy         | 11 septembre 1997 |
| (108953) Pieraerts     | 13 août 2001      |
| (121313) Tamsin        | 8 septembre 1999  |
| (164130) Jonckheere    | 18 décembre 2003  |
| (189188) Floraliën     | 27 mars 2003      |
| (276681) Loremaes      | 18 décembre 2003  |
| (310273) Paulsmeyers   | 8 septembre 2004  |
| (383067) Stoofke       | 7 septembre 2005  |
| (390848) Veerle        | 8 septembre 2004  |
| (391257) Wilwheaton    | 12 septembre 2006 |